# Sebastes rufinanus
Sebastes rufinanus är en fiskart som beskrevs av Lea och Fitch 1972. Sebastes rufinanus ingår i släktet Sebastes och familjen kungsfiskar. Inga underarter finns listade i Catalogue of Life.